# Andrej Galabinov
Andrej Asenov Galabinov, född 27 november 1988 i Sofia, är en bulgarisk fotbollsspelare som spelar för Reggina.

## Karriär
Efter att ha fostrats i CSKA Sofias ungdomsverksamhet kom Andrej Galabinov till Italien 2005 tillsammans med sin familj. Han spelade för Serie D-laget Castellerano och imponerade så mycket på Bolognas scouter att han kontrakterades av klubbens primaveralag. Under sitt år i Bolognas primaveralag gjorde han 12-13 mål. Han lånades därefter ut, först till Giulianova och sedan till Giacomense, båda i Giacomense. Sommaren 2009 avslutades Galabinovs tid i Bologna och han skrev istället på för Serie C1-laget Lumezzane.
Under en och en halv säsong med Lumezzane imponerade Galabinov med sitt kraftfulla spel och totalt 12 mål. Lagets tränare, Davide Nicola, rekommenderade anfallare till Livorno och 31 januari 2011 blev övergången klar. Livorno betalade 300.000 euro och lånade dessutom ut Rej Volpato och Angelo Bencivenga till Lumezzane.
Efter bara tre framträdanden för Livorno under våren 2011 lånades Galabinov ut till Sorrento. Men även i Sorrento blev det ont om speltid och i januari 2012 lånades han istället ut till Bassano Virtus. Galabinov spelade tio matcher för Bassano Virtus men kunde inte hindra klubben från att slut sist i Lega Pro Prima Divisione och därmed åka ur.
17 juli 2012 blev det efter en tids förhandlingar klart att Galabinov lånades ut till Gubbio, som just åkt ur Serie B. Galabinov debuterade för Gubbio i Coppa Italia mot Pontisola, en match där han gjorde två mål. Första ligamålet för klubben kom mot Pisa Calcio 23 september. Totalt blev det tolv mål på 24 matcher med klubben.
Sommaren 2013 lånades Galabinov ut på nytt. Denna gång till Avellino.

### Landslag
Galabinov debuterade för Bulgarien i andra halvlek i träningsmatchen mot Vitryssland 5 mars 2014. Han gjorde sitt första landslagsmål 22 maj 2014 mot Kanada.